# Anadia (Portogallo)
Anadia (ɐnɐ'diɐ) è un comune portoghese di 31 545 abitanti situato nel distretto di Aveiro.

## Società

### Evoluzione demografica
| Popolazione di Anadia (1849 – 2006) | Popolazione di Anadia (1849 – 2006) | Popolazione di Anadia (1849 – 2006) | Popolazione di Anadia (1849 – 2006) | Popolazione di Anadia (1849 – 2006) | Popolazione di Anadia (1849 – 2006) | Popolazione di Anadia (1849 – 2006) | Popolazione di Anadia (1849 – 2006) | Popolazione di Anadia (1849 – 2006) |
| ----------------------------------- | ----------------------------------- | ----------------------------------- | ----------------------------------- | ----------------------------------- | ----------------------------------- | ----------------------------------- | ----------------------------------- | ----------------------------------- |
| 1849                                | 1900                                | 1930                                | 1960                                | 1981                                | 1991                                | 2001                                | 2004                                | 2006                                |
| 5761                                | 17161                               | 23245                               | 29039                               | 29820                               | 28899                               | 31545                               | 31671                               | 31660                               |

## Freguesias
- Amoreira da Gândara, Paredes do Bairro e Ancas
- Arcos e Mogofores (capoluogo)
- Avelãs de Caminho
- Avelãs de Cima
- Moita
- São Lourenço do Bairro
- Sangalhos
- Tamengos, Aguim e Óis do Bairro
- Vila Nova de Monsarros
- Vilarinho do Bairro